# Stadio Dino Liotta
Lo stadio comunale "Dino Liotta" è un impianto calcistico di Licata, nel libero consorzio comunale di Agrigento, che ospita le partite del Licata Calcio 1931.
Ristrutturato nel 1988, in occasione della promozione del Licata dalla Serie C1 alla Serie B, è situato in un punto adiacente al fiume Salso, in prossimità della foce.
L'impianto ha una capienza di circa 12.000 spettatori: 4700 in una tribuna coperta, 5200 in una gradinata coperta di cui 700 riservati agli ospiti e 1600 nella curva scoperta. Si caratterizza per essere l’unico stadio in Sicilia dotato di una doppia copertura sia in Tribuna che in Gradinata, con gli spalti a pochi metri dal campo tipico degli stadi cosiddetti all’inglese. Il terreno di gioco dal 2006 è in erba sintetica.
Una sua particolarità è la presenza di una casa abitata (un palazzo condominiale) direttamente confinante con il terreno di gioco.

## Storia
La struttura viene inaugurata il 13 luglio 1932 dalla signora Maria La Lomia, figlia del presidente dell'Associazione Sportiva Licata. Il campo sportivo, dalla pregiata tribuna di legno in stile liberty, viene, però, bruciato da un piromane.
L'impianto è tristemente noto per il crollo della tettoia dell'adiacente palazzetto dello sport in occasione dell'incontro Licata-Torino del 26 novembre 1989, che ha causato la morte di Franco Airò, ragazzo poco più che ventenne di Sciacca, e il ferimento di una quindicina di spettatori.